# Konrad II. Oton
Konrad II. Oton (češko Konrád II. Ota) iz dinastije Přemyslidov je bil od leta 1182 do 1189 prvi moravski mejni grof in od leta 1189 do svoje smrti češki vojvoda, * okoli 1136/1140, † 9. september 1191, okolica Neaplja, Sicilsko kraljestvo.

## Družinska zgodovina
Konrad je bil sin grofa Konrada II. Znojmskega in Marije Vukanović, hčerke srbskega velikega kneza Uroša I. Vukanovića. Bil je vnuk Luitpolda, prvega vladarja apanaže Znojmo na južnem Moravskem, in brat Helene Znojmske, ki je s poroko z velikim vojvodo Kazimirjem II. Pravičnim postala poljska vojvodinja.

## Vladar Znojma
Po očetovi smrti leta 1161 je prevzel oblast nad Znojmsko kneževino. Leta 1173 je zasedel Brnsko deželo, ki je takrat obvladovala več kot polovico moravskega ozemlja, razen Olomuca. Ko je poleti 1176 vdrl tudi v pokrajino severno od Donave, ki je pripadala češkemu vojvodi Soběslavu II., se je zapletel v vojvodov spor z njegovim nečakom Bedřihom (Friderikom). Konrad je napadal tudi cerkve in samostane, zato ga je papež Aleksander III. izobčil.
Ko je Bedřih ponovno pridobil podporo cesarja Friderika Barbarosse, sta se mu Konrad in vojvoda Leopold V. Avstrijski pridružila na njegovem pohodu na Moravsko in zasedbi Prage leta 1178. Bedřih je bil ponovno postavljen za češkega vojvodo. Konrad je pričakoval, da bo za podporo nagrajen z Olomucom, vendar so se njegovi upi izjalovili.

## Moravski mejni grof
Konrad je tvegal maščevanje in se leta 1182 uprl nepriljubljenemu Bedřihu. Vojvoda je pobegnil iz Prage in le s cesarjevim soglasjem obdržal češki prestol. Cesar je hkrati z njegovo vrnitvijo sklenil oslabiti njegovo oblast. Njegove nasprotnike je sklical na cesarski zbor v Regensburg, kjer je Konrada imenoval za vladarja združenih kneževin Znojmo, Brno in Olomuc, združene kneževine pa je povzdignil v mejno grofijo Moravsko. Ti ukrepi so hote ali nehote samo podžgali notranje spore med Přemyslidi. Spopad med češko in moravsko vejo je dosegel vrhunec v krvavi bitki pri Loděnicah 10. decembra 1185, po kateri sta se obe strani odločili za mirovna pogajanja. Konrad in Bedřih sta se srečala v Knínu, kjer je mejni grof priznal Bedřihovo nadoblast, vojvoda pa Konrada II. Otona za vladarja Moravske in po svoji smrti za svojega naslednika.

## Vojvoda Češke
Ko je Bedřih 25. marca 1189 umrl, je češko plemstvo soglasno podprlo Konrada II. Konrad se je odpovedal naslovu mejnega grofa, da bi pod svojo oblastjo združil češke in moravske dežele. Maja istega leta je prejel uradno cesarjevo potrditev svojega položaja. Prevzel je aktivno vlogo v cesarski politiki in razsodil v sporu okoli spornega nasledstva meissenskega grofa Otona II.
V času svojega kratkega vladanja objavil Iura Conradi (češko Statuta Konrádova, slovensko Konradov statut), prvi češki kodeks, objavljen v Sadski leta 1189, s katerim je bil prisiljen priznati več privilegijev, med njimi: 
- svobodnjakom je jamčil zaščito tred zlorabami kneza in deželnih sodišč pod njegovimi župani,
- dedne pravice je razširil na hčere in brate pokojnih gospodov,
- zaplemba premoženja je bila mogoča šele po dolgem sodnem postopku v skladu z lokalnimi običaji.

Leta 1190 sta Konrad in njegova mati Marija ustanovila premonstratensko opatijo Louka v Znojmu.
Oproščen obveznosti sodelovanja v tretji križarski vojni, je Konrad spremljal cesarjevega sina Henrika VI. v južno Italijo med njegovim poskusom, da bi osvojil Sicilsko kraljestvo, do katerega je imela pravico Henrikova žena Konstanca. Med pohodom je Konrad umrl zaradi kuge v cesarskem vojaškem taborišču blizu obleganega Neaplja. Pokopali v opatiji Monte Cassino, njegove posmrtne ostanke pa so kasneje prenesli v Prago.

## Nasledstvo
Konradov zakon s Helliho Wittelsbaško je ostal brez otrok. Nasledil ga je Venčeslav II., mlajši brat pokojnega češkega vojvode Soběslava II.